# Gandellino
Gandellino é uma comuna italiana da região da Lombardia, província de Bérgamo, com cerca de 1.097 habitantes. Estende-se por uma área de 25 km², tendo uma densidade populacional de 44 hab/km². Faz fronteira com Carona, Gromo, Valbondione, Valgoglio.

## Demografia
| Variação demográfica do município entre 1861 e 2011                               |
|                                                                                   |
| Fonte: Istituto Nazionale di Statistica (ISTAT) - Elaboração gráfica da Wikipedia |